# Lu Ji
Lu Ji (陸機, 261 - 303) escritor chinês, poeta e autor Il Fu dea literatura(文賦)